# 駒場車庫前停留場
駒場車庫前停留場（日语：／ Komaba-shakomae teiryūjō */?）是位於日本北海道函館市駒場町，屬於函館市交通局（函館市電）湯之川線的鐵路車站。位於附近的運行據點駒場營業所亦會在下文描述。

## 歷史
- 參考函館市交通局的歷史。

## 車站構造
本站擁有2個月台（側式月台）和2條電車路線（相反方向），兩個月台的位置並不相同。為了避免因為檢查、故障等原因而需要更換車輛所產生的延誤，故本站的月台長度比一般還長。

## 車站周邊
- 北海道道83號函館南茅部線
- 函館巴士「駒場車庫前」站

## 函館市交通局駒場營業所

### 配置車輛
- 有軌電車（載客車輛）：35輛
- 其他車輛：3輛

### 備註
- 當電車需要進出車庫時，位於車庫旁的行車線的信號會變為紅色。

## 相鄰停留場
函館市交通局（函館市電）
湯之川線
函館體育場前（DY03）－駒場車庫前（DY04）－競馬場前（DY05）

## 外部連結
- 車站情報 - 駒場車庫前（日文）